# 새로운 사태

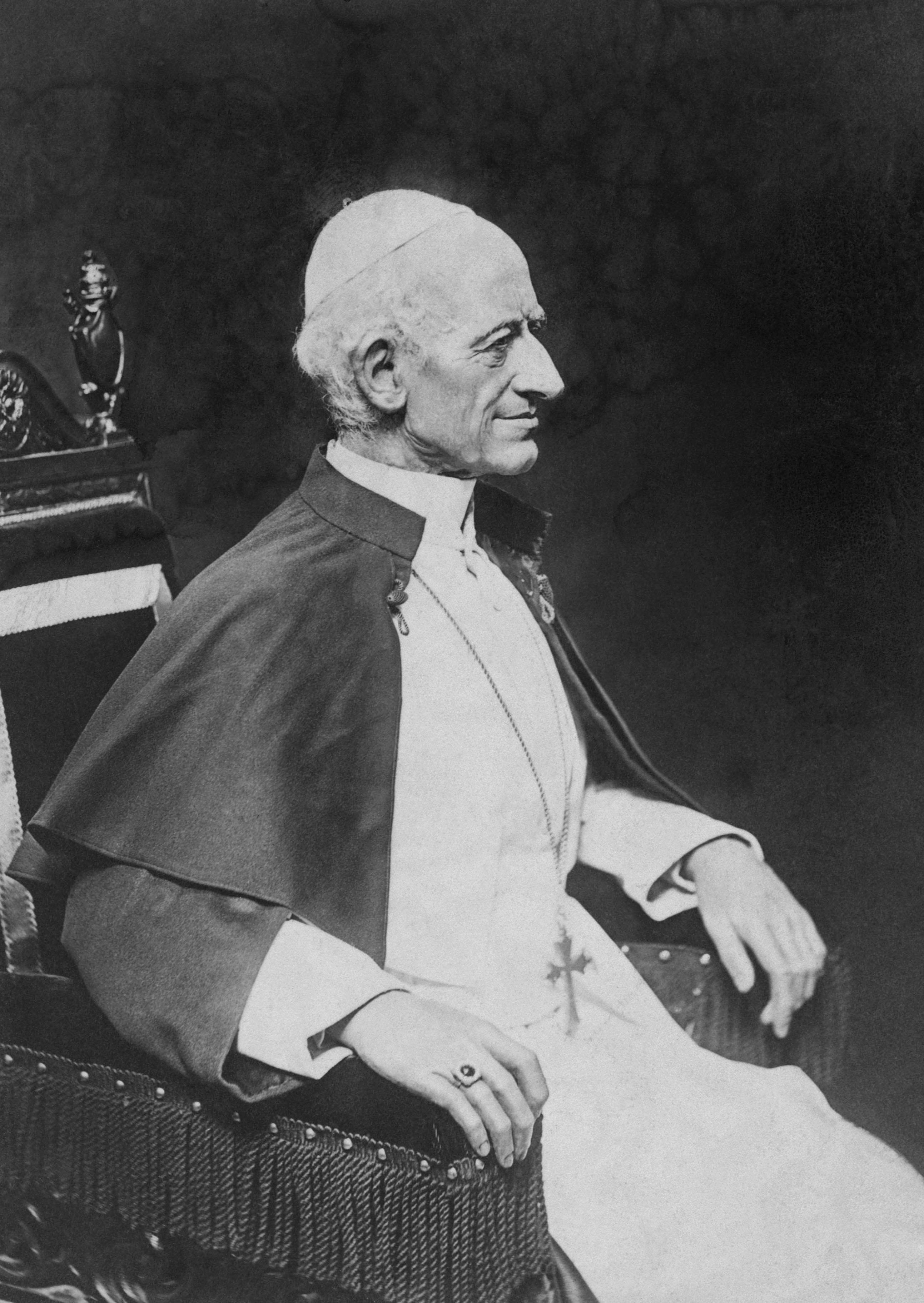
〈새로운 사태〉를 발표한 교황 레오 13세.

〈새로운 사태〉 (Rerum novarum, 레룸 노바룸) 또는 자본과 노동의 권리와 의무는 1891년 5월 15일 교황 레오 13세가 발표한 회칙이며, 회칙의 서두에서 그 이름을 따왔다. 〈노동헌장〉 등으로도 불린다. 〈새로운 사태〉는 모든 가톨릭 총대주교, 대주교와 주교들에게 전달된 공개 서한으로서 노동계급의 상황에 대해 다루었다.
이 회칙은 노동과 자본, 정부와 시민 사이의 관계와 상호 의무에 대해 논의했다. 회칙의 주된 논지는 "노동계급의 대다수를 부당하게 압박하는 불행과 비참함"을 어느 정도 개선할 필요가 있다는 것이다. 회칙은 노동조합을 형성할 수 있는 권리를 지지하는 한편, 사회주의와 무제한적인 자본주의를 거부하며 사유재산권을 긍정한다.
〈새로운 사태〉는 현대 가톨릭의 사회적 가르침(Catholic Social Teaching)의 기본 텍스트로 간주된다. 레룸 노바룸은 이후에 발행된 비오 11세의 〈사십 주년〉(1931), 요한 23세의 〈어머니요 스승〉(1961) 및 요한 바오로 2세의 〈백 주년〉(1991)으로 보완되었다.

## 같이 보기
- 계급협조론
- 협동조합주의